# Diksnavelmeeuw
De diksnavelmeeuw (Larus pacificus) is een vogel uit de familie Laridae.

## Verspreiding en leefgebied
Deze soort komt voor aan de zuid- en westkust van Australië en telt twee ondersoorten:
- L. p. georgii: de westelijke, zuidwestelijke en zuidelijk-centrale kusten.
- L. p. pacificus: het zuidoosten en de Tasmaanse kusten.

## Status
De grootte van de populatie is in 2006 geschat op 11.000 vogels. Op de Rode lijst van de IUCN heeft deze soort de status niet bedreigd.